# سندرا شاین
سندرا شاین (به انگلیسی: Sandra Shine) زاده ۹ سپتامبر ۱۹۸۱ میلادی در بوداپست، مجارستان.
سندرا شاین یکی از هنرپیشگان سرشناس فیلم‌های پورنو است. وی اولین بار در سال ۲۰۰۱ میلادی در مجله مجله پنتهاوس تحت نام مستعار جودیت دیواین ظاهر شد و به شهرت رسید. اما پس از آن به احترام دوست دختر قدیمی خود نام سندرا را برگزید.

## مراجع
1. ↑  Wikipedia contributors, "Sandra Shine," Wikipedia, The Free Encyclopedia,  (accessed December 31, 2007).